# بنفشه
بَنَفشه (نام علمی: Viola) نام نوعی گل است از تیره بنفشگان که بیشتر در نواحی معتدل جهان یافت می‌شود. گلی است با ساقه‌ای کوتاه و رنگ آن بنفش، یا ترکیبی از زرد و بنفش است. این گیاه دارای خواص درمانی و پزشکی است که در قدیم ساختن بلور افشار از آن رایج بوده‌است.
بنفشه به هیچ وجه گرما را دوست ندارد و با گرم شدن دمای هوا شروع به پژمرده شدن و مردن می کند.

## مشخصات زیست شناسی
گیاهی است علفی و پایا و دارای برگ‌هایی که از محل مشترکی در ناحیه یقه خارج می‌شوند. برگ‌های آن قلبی شکل، دارای دمبرگ دراز و واقع بر روی سطح زمین هستند، زیرا ساقه هوایی مشخص در این گیاه وجود ندارد. درکناره دمبرگ آن، جوانه‌های جانبی ظاهر می‌شود. گل‌های آن منفرد، زیبا و به رنگ بنفش، به‌ندرت سفید یا گلی و معطر است. دمگل‌های دراز گل که از بین دمبرگ‌ها منشأ می‌گیرند، قبل از منتهی شدن به گل، حالت خمیده شبیه عصا پیدا می‌کنند. میوه‌های بنفشه پوشینه، کروی، پوشیده از کرک و محتوی دانه‌هایی به رنگ زرد با لکه‌ای سفید هستند. گل‌های زیبا و معطر بنفشه در اوایل بهار ظاهر می‌شود، درتابستان گل‌هایی عاری از گلبرگ در بین دمبرگ‌های آن ظاهر می‌شود که همیشه به حالت مخفی در آن باقی می‌ماند.

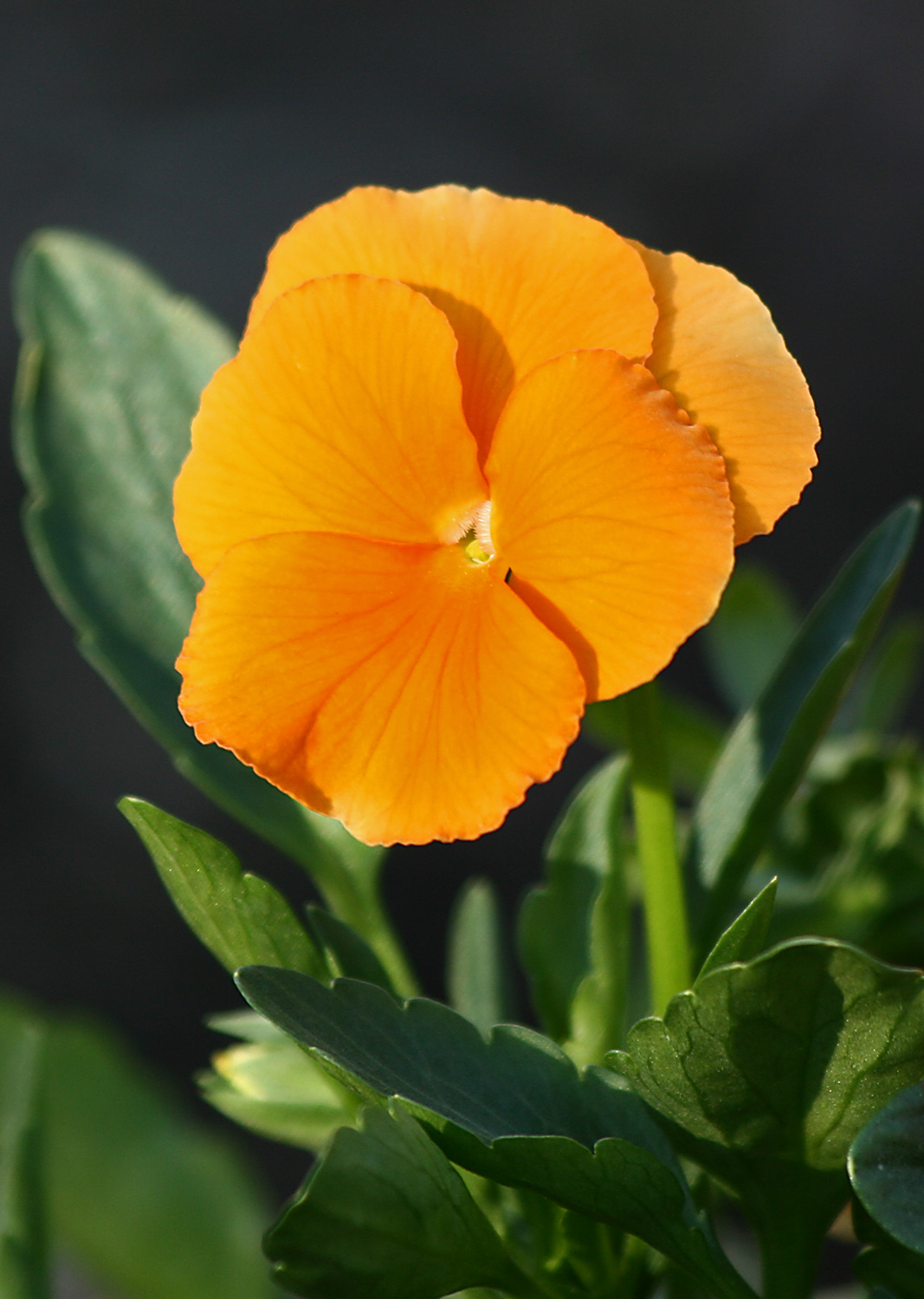
یک نوع بنفشه نارنجی

گل‌های منفرد – به رنگ بنفش به ندرت سفید با گلی ولی معطر است دمگل‌های دراز که قبل از منتهی شدن به گل حالت خمیده شبیه به عصا دارد. دمگل‌ها از بین برگ‌ها ظاهر می‌شوند. گل‌ها در مقابل نور رنگ خود را از دست می‌دهند و در جای خشک و تاریک حتی بیش از یکسال رنگ خود را حفظ می‌کند.

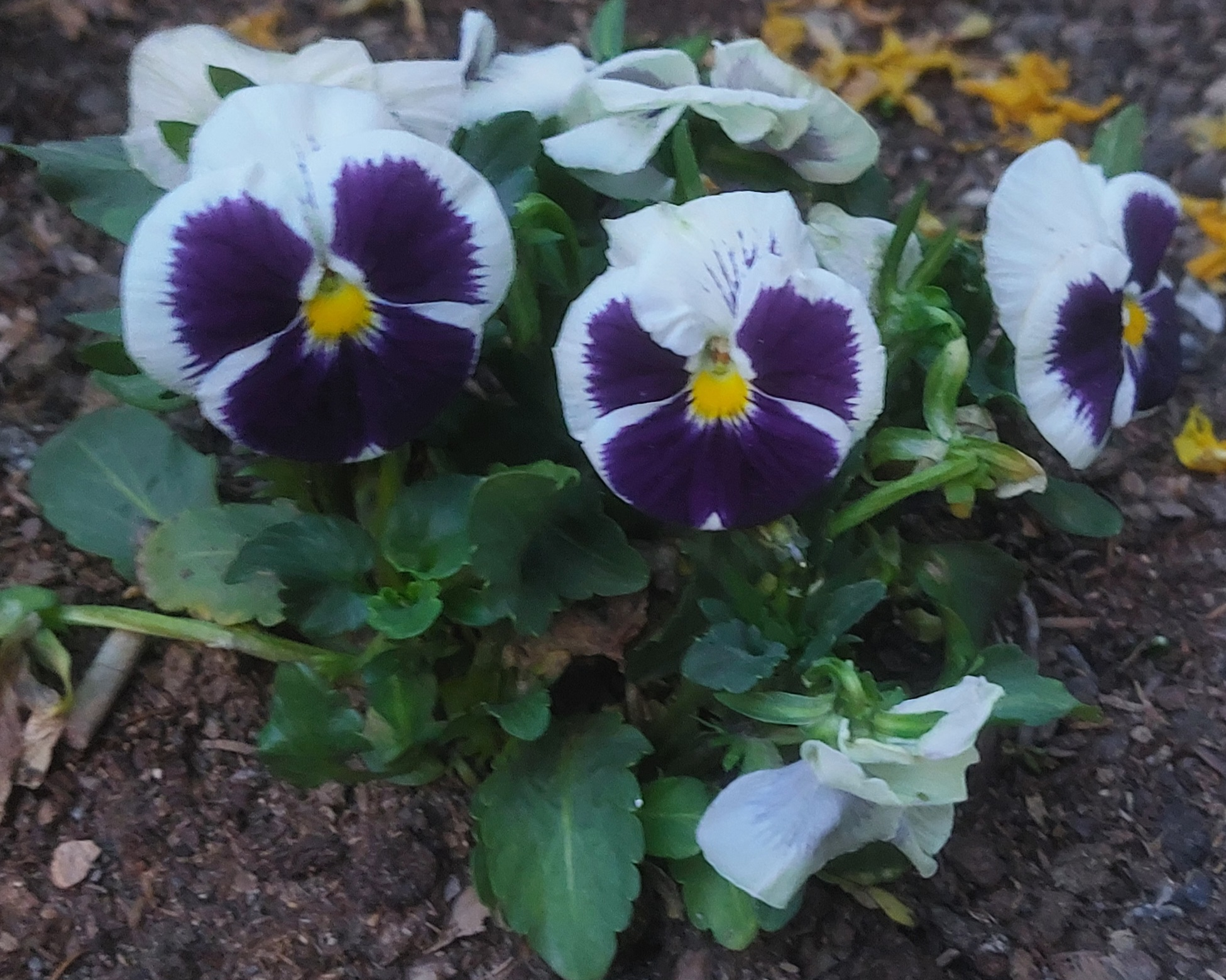
گل بنفشه سفید

## بنفشه در ایران
بنفشه به‌طور طبیعی در شمال ایران می‌روید، ولی با توجه به این که امروزه به عنوان یک گل زینتی در باغچه‌ها کاشته می‌شود، می‌توان آن را دراکثر نقاط ایران مشاهده نمود. به بنفشه گل زیر برف می‌گویند. زیرا آن را در زمستان می‌کارند.
در مازندران بنفشه بسیار است، به‌طوری‌که فرخی سیستانی می‌گوید:

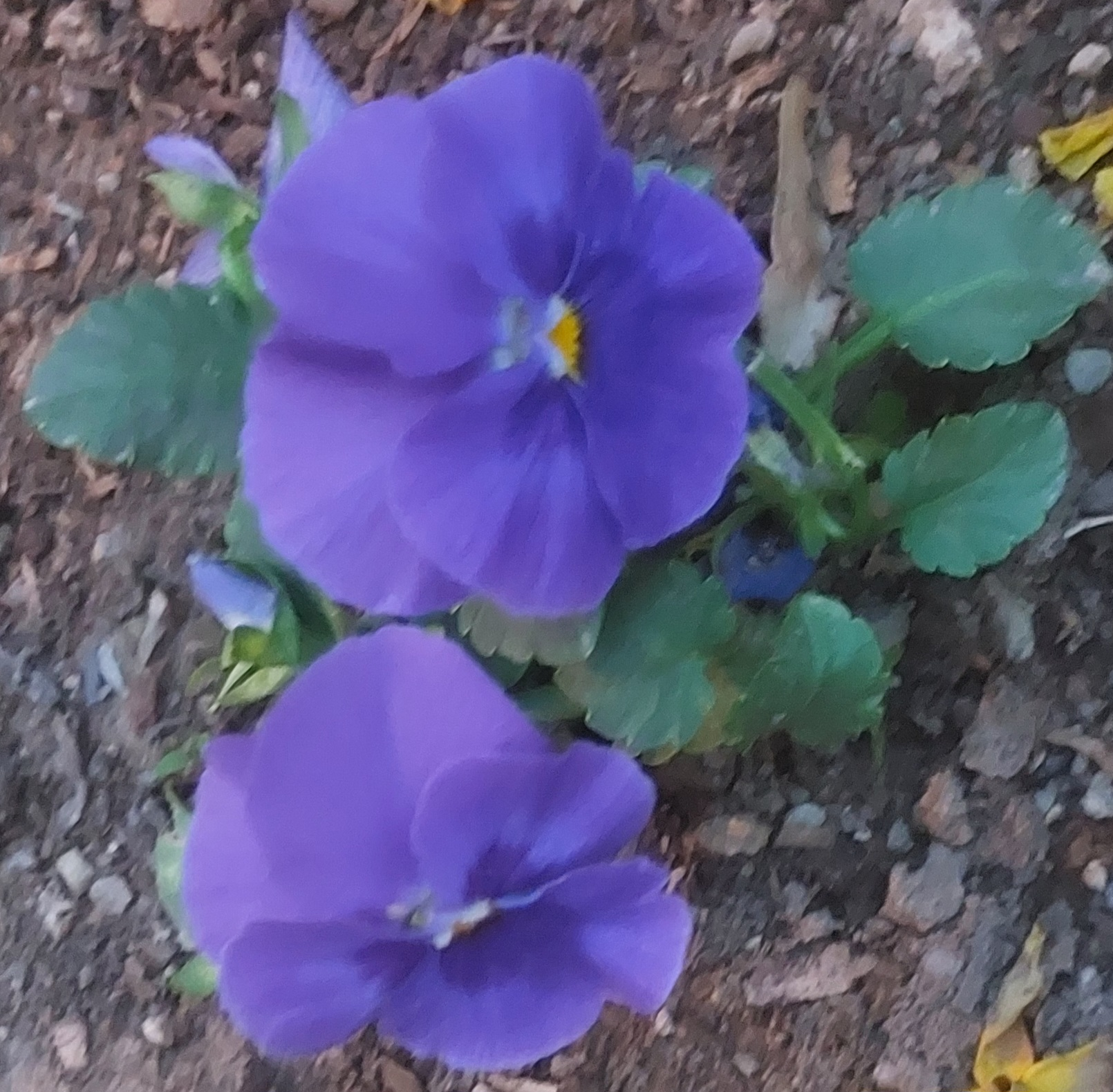
گل بنفشه

| شکسته زلف تو تازه بنفشۀ طبریست |  | رخ و دو عارض تو تازه لاله و نسرین |

## بیماری‌های گل بنفشه
آسیب‌دیدن زودهنگام این گیاه دربرابر سرما، یکی از بیماری‌های این گیاه به‌شمار می‌آید.

## در ادبیات

### ادبیات فارسی
| شکسته زلف تو تازه بنفشۀ طبریست |  | رخ و دو عارض تو تازه الله و نسرین |

بنفشه

در ایران باستان این گل نزد عاشقان نشان یادآوری و فراموش نکردن یکدیگر بوده‌است. در ویس و رامین می‌خوانیم:
| به رامین داد یک دسته بنفشه |  | به یادم آر گفتا این همیشه |

در دیوان حافظ نیز می‌خوانیم:
| تاب بنفشه می‌دهد، طرهٔ مشک‌سای تو |  | پردهٔ غنچه می‌درد، خندهٔ دل‌گشای تو |

و نیز
| بنفشه دوش به گل گفت و خوش نشانی داد |  | که تاب من به جهان طرهٔ فلانی داد |

و نیز
| کنون که در چمن آمد گل از عدم به وجود |  | بنفشه در قدم او نهاد سر به سجود |

در اشعار مولانا نیز می‌خوانیم:
| باز بنفشه رسید جانب سوسن دو تا |  | باز گل لعل‌پوش می‌بدراند قبا |

در اشعار سعدی
| تا کی آخر چو بنفشه سر غفلت در پیش؟! |  | حیف باشد که تو در خوابی و نرگس بیدار |

در اشعار عمر خیام نیشابوری
| در هر دشتی که لاله‌زاری بوده‌است |  | آن لاله ز خون شهریاری بوده‌است |
| چو برگ بنفشه کز زمین می‌روید    |  | خالیست که بر رخ نگاری بوده‌است |

در اشعار عطار نیشابوری
| گل که غنچه به بر از خون دلش پرورده‌است |  | از کله‌داری او بسته قبا می‌آید       |
| از بنفشه به عجب مانده‌ام کز چه سبب     |  | روز طفلی به چمن پشت دوتا می‌آید     |
| نسترن کوتهی عمر مگر می‌داند            |  | زان چنین بی سر و بن بر سر پا می‌آید |
| بر شکر خنده گل درد دل کس نگذاشت       |  | دم عطار کزو بوی دوا می‌آید          |

در اشعار فردوسی ـ داستان بیژن و منیژه
| به رخسارگان چون سهیل یمن |  | بنفشه گرفته دو برگ سمن |

در اروپا (و کلاً فرهنگ غرب) گل Mystosis یا Forget Me Not برای همین منظور به کار می‌رود.